# Sinecologia
La sinecologia és una branca de l'ecologia s'ocupa de la biocenosi, és a dir, les comunitats de moltes espècies d'animals, plantes i microorganismes. El terme "sinecologia" va ser proposada pel botànic suís C. Schröter i aprovat pel Congrés Internacional de Botànica de Brussel·les el 1910 per designar el conjunt de coneixements relatius a les comunitats de plantes, o fitocenosis. Per tant, sinecologia originalment era un sinònim de fitocenologia. La majoria de fitocenòlegs finalment consideraren la sinecologia simplement com a part de fitocenologia abraçant l'estudi ecològic de fitocenosis.
És la ciència que estudia en comú totes les relacions entre les comunitats biològiques i entre els ecosistemes de la terra. És l'estudi de les comunitats, és a dir, medis ambientals individuals i les relacions entre les espècies que hi viuen.